# 14 (عدد)
14 (أربعة عشر) هو عدد صحيح. يلي العدد 13 ويسبق العدد 15 وهو عدد طبيعي موجب.

## في علوم القرآن
القراءات الأربعة عشرة للقرآن الكريم هي عشر قراءات صحيحة، مشهورة، يُلحق بها أربع قراءات شاذة.